# Yolane Kukla
Yolane Kukla (n. 29 septembrie 1995, Brisbane, Queensland, Australia) este o înotătoare ce a reprezentat Australia, medaliată olimpică. A participat la o ediție a Jocurilor Olimpice (2012) în care a câștigat două medalii de aur.